# Уиллиамс, Кайлан
Кайлан Уиллиамс (англ. Kaylan Rose Bradford Williams; род. 27 июля 1998, Марион, Индиана) — американская футболистка, нападающая российского клуба «Динамо» (Москва).

## Карьера
Родилась в городе Марионen, штата Индиана. Футболом увлеклась в «Marion High School».
В октябре 2020 года перешла в израильский клуб «Рамат-ха-Шарон». В чемпионате Израиля сыграла не менее 3 матчей и забила один гол, в Кубке Израиля — 5 голов. В Лиге чемпионов провела один матч — 3 ноября 2020 года против боснийского клуба СФК (0:4).
В марте 2021 года перешла в московский «Локомотив». Чемпионка России 2021 года, бронзовый призёр Чемпионата 2022 года.
В январе 2023 года перешла в московское «Динамо». По состоянию на конец сезона 2024 провела больше всего матчей за «Динамо» (48 матчей в чемпионате + 2 матча в кубке) и забила больше всего мячей за клуб (18 мячей в чемпионате + 2 мяча в кубке).

## Личная жизнь
Уильямс стремилась стать хирургом.

## Командная статистика
| Выступление      | Выступление      | Выступление      | Лига | Лига | Кубок | Кубок | Еврокубки | Еврокубки | Итого | Итого |
| Клуб             | Лига             | Сезон            | Игры | Голы | Игры  | Голы  | Игры      | Голы      | Игры  | Голы  |
| ---------------- | ---------------- | ---------------- | ---- | ---- | ----- | ----- | --------- | --------- | ----- | ----- |
| Раматen          | высшая           | 2020             | 3    | 1    | 1     | 5     | 1         | 0         | 5     | 6     |
| Раматen          | Итого            | Итого            | 3    | 1    | 1     | 5     | 1         | 0         | 5     | 6     |
| Локомотив        | высшая           | 2021             | 18   | 2    | 3     | 0     | 1         | 0         | 22    | 2     |
| Локомотив        | высшая           | 2022             | 11   | 0    | 1     | 0     | —         | —         | 12    | 0     |
| Локомотив        | Итого            | Итого            | 29   | 2    | 4     | 0     | 1         | 0         | 34    | 2     |
| Динамо (Москва)  | высшая           | 2023             | 25   | 11   | —     | —     | —         | —         | 25    | 11    |
| Динамо (Москва)  | высшая           | 2024             | 23   | 17   | 2     | 2     | —         | —         | 25    | 19    |
| Динамо (Москва)  | Итого            | Итого            | 48   | 18   | 2     | 2     | —         | —         | 50    | 20    |
| Всего за карьеру | Всего за карьеру | Всего за карьеру | 80   | 21   | 7     | 7     | 2         | 0         | 89    | 28    |